# باب بلویل
رابرت ال. بلویل (به انگلیسی: Bob Belleville) یک مهندس رایانه آمریکایی است که از سال ۱۹۸۲ تا ۱۹۸۵ اولین رئیس مهندسی اپل بود.
بلویل در زیراکس کار می‌کرد و در آنجا طراح اصلی سخت افزار زیراکس استار انجام داد. گفته می‌شود که استیو جابز با گفتن این جمله که «هر کاری که تا به حال در زندگی خود انجام داده‌اید، چرند است، ... پس چرا برای من کار نمی‌کنی؟»‌ در مه ۱۹۸۲، او مدیر نرم افزار مکینتاش ۱۲۸K شد؛ در اوت همان سال مدیر مهندسی بخش مکینتاش شد. به عنوان مدیر مهندسی اپل، او نقش مهمی در توسعه لیزررایتر ایفا کرد. او در تابستان ۱۹۸۵ پس از اعلام استعفای جابز از اپل استعفا داد، و بعداً در سیلیکون گرافیکس مشغول به کار شد.
در مستند الکس گیبنی از استیو جابز: مردی در ماشین، بلویل گفت که فشار کار در اپل به ازدواج او پایان داده است و جابز «به ظاهر همیشه شما را گمراه می‌کرد، شما را تحقیر می‌کرد، یا شما را نادیده می‌گرفت»، اما وقتی به یاد آورد که نزد او کار کرده است، گریه کرد.